# Леонтьева, Галина Александровна
Гали́на Алекса́ндровна Лео́нтьева (до 1967 — Ельницкая) (6 ноября 1941, с. Лыкошино Даниловский район, Ярославская область — 4 февраля 2016, Санкт-Петербург, Российская Федерация) — советская волейболистка, игрок сборной СССР (1967—1972). Двукратная олимпийская чемпионка (1968 и 1972), чемпионка мира 1970, двукратная чемпионка Европы. Заслуженный мастер спорта СССР (1968). Игровая функция — связующая.

## Биография
Начала заниматься волейболом в Ленинграде. Первый тренер — Л. Е. Осетров. Выступала за команды: 1959—1962 — «Трудовые резервы» (Ленинград), 1962—1978 — «Спартак» (Ленинград). Победитель Кубка СССР 1976 и 1977. В составе сборной Ленинграда стала двукратным серебряным призёром Спартакиады народов СССР (1963 и 1971; в 1963 одновременно и 2-й призёр чемпионата СССР).
В 1965 году в составе студенческой сборной СССР стала победительницей Всемирной Универсиады.
В сборной СССР в официальных соревнованиях выступала в 1967—1972 годах. В её составе: двукратная олимпийская чемпионка (1968 и 1972), чемпионка мира 1970, двукратная чемпионка Европы (1967 и 1971).
В 1979—1992 годах работала волейбольным тренером в Ленинграде/Санкт-Петербурге.
Награждена орденом «Знак Почёта» и медалями.
Умерла 4 февраля 2016 года.

## Источник
- Волейбол. Энциклопедия/Сост. В. Л. Свиридов, О. С. Чехов. — Томск: Компания «Янсон», 2001.